# Хеннерсдорф (Каменц)

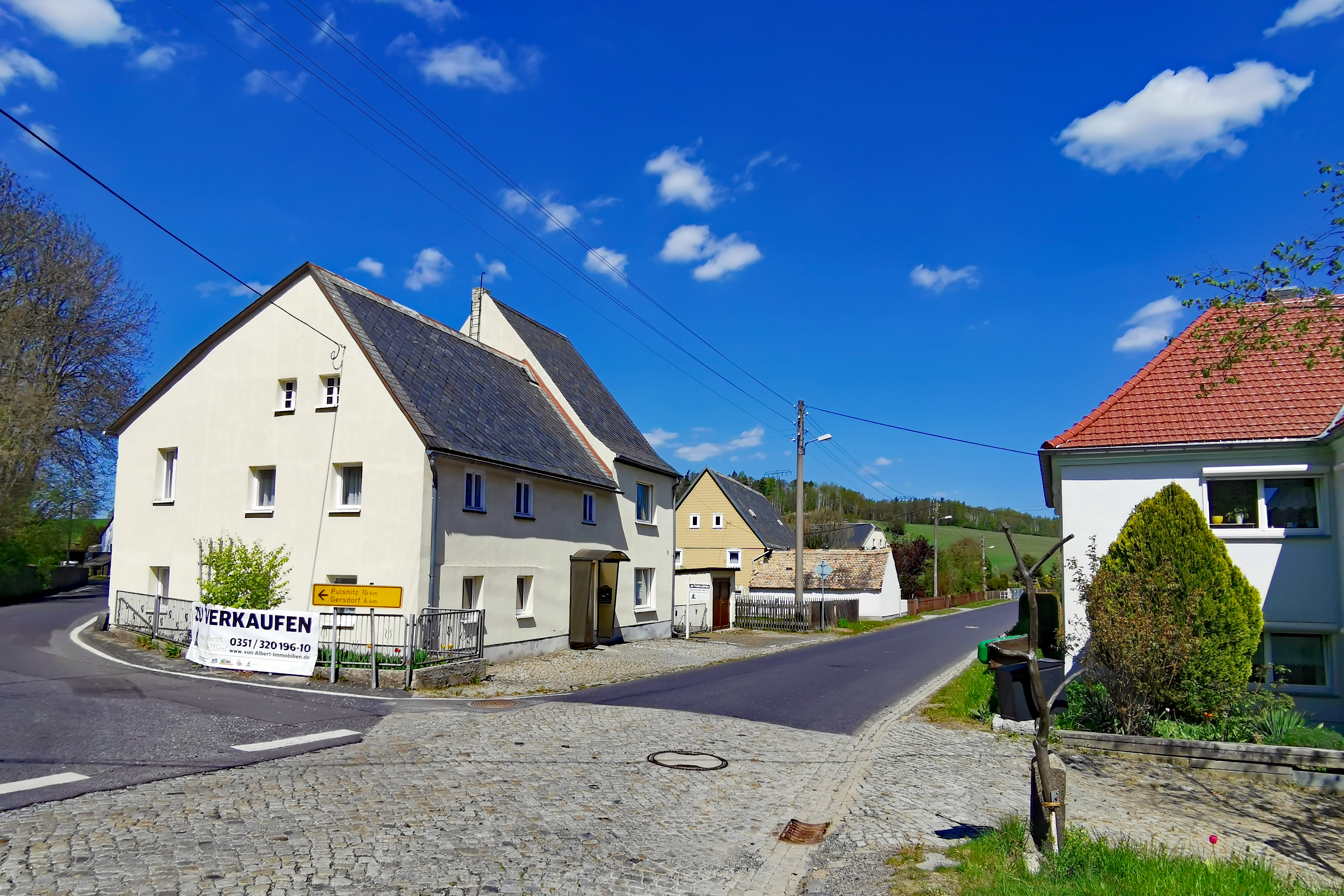

Хе́ннерсдорф (нем. Hennersdorf; серболужицкое наименование — Ге́ндрихецы в.-луж.  Hendrichecy) — сельский населённый пункт в городских границах Каменца, район Баутцен, федеральная земля Саксония, Германия.

## География
Находится южнее Каменца на автомобильной дороге K9237 (участок Притиц — автомобильная дорога S95) в окружении холмов: на севере — холм Гольксберг (Golksberg, высота 302 м.), на северо-востоке — холм Хайдельберг (Heidelberg, 283 м.), на юго-востоке — холм Гендрихечанска-Гора (Hendrichečanska hora, 387 м.), на юго-западе — холм Хайлигер-Берг (Heiliger Berg, 354 м.).
Западнее населённого пункта параллельно автомобильной дороге S95 проходит железнодорожная линия Каменц — Хазельбахталь.
Соседние населённые пункты: на севере — Каменц, на северо-востоке — деревня Виза (Брезня, в городских границах Каменца), на востоке — деревня Вола (Валов, в городских границах Эльстры), на юго-западе — деревня и административный центр коммуны Хазельбахталь, на северо-западе — деревня Геленау (Йеленёв, в городских границах Каменца).

## История
Впервые упоминается в 1263 году под наименованием «Heinrichisdorf». С 1974 по 1999 года деревня входила в сельскую общину Люккерсдорф — Геленау. 1 января 1999 года вошла в городские границы Каменца в статусе самостоятельного сельского населённого пункта.
Исторические немецкие наименования:
- Heinrichisdorf, 1263
- Heinrichsdorf, 1382
- Heinnerstorffer Berg, 1466
- Hennerssdorff, 1532
- Catholisch Hennersdorff, 1754
- Hennersdorf bey Camentz ,1786
- Hennersdorf b. Kamenz, 1875

## Население
| 1834 | 1871 | 1890 | 1910 | 1925 | 1939 | 1946 | 1950 | 1964 | 2011 |
| ---- | ---- | ---- | ---- | ---- | ---- | ---- | ---- | ---- | ---- |
| 141  | 162  | 159  | 176  | 174  | 181  | 259  | 244  | 214  | 115  |